# 松平定寅
松平 定寅（まつだいら さだとら、寛保2年（1742年） - 寛政8年9月7日（1796年9月26日））は、江戸幕府の旗本。松平定蔵の子。子に花菖蒲の育種家で有名な松平定朝がいる。通称は左金吾、織部。初名は定浄（さだもと）、家督相続前は定虎。妻は森可敦の娘。
明和2年（1765年）、将軍に御目見をし、父の生前に嫡男となる。兄松平定栄（さだなが）はこの当時病床にあり、この年のうちに没している。明和8年（1771年）、父が没したため家督を継ぎ、寄合に列する。天明8年（1788年）9月28日、先手鉄砲組組頭（筒組8番）となる。10月6日に火付盗賊改方加役（助役）を務める。なお、加役は本役と違い、火事の多い冬場だけの職務であった。本役の長谷川宣以とは確執があった。同じ久松松平一門であり、時の老中である松平定信は宣以を嫌っており、松平家の2000石の家格以下の役職であるため、その監視役に抜擢されたと推察される。寛政元年（1789年）4月21日まで務め、再度同年10月7日に再び同職を拝命している。寛政8年（1796年）8月27日、病気のために先手弓鉄砲組組頭を辞し、寄合となる。その直後の9月7日に55歳で没する。法名は高松院殿徳岩紹勇居士。墓所は品川区北品川の東海寺定恵院。墓石には9月初7日とあるが、『寛政重修諸家譜』には9月14日没とある。